# Kota Sugawara
Kota Sugawara (菅原 康太 Sugawara Kota?, nacido el 22 de mayo de 1985 en Hokkaido) es un futbolista japonés que se desempeñaba como delantero.

## Trayectoria

### Clubes
| Club             | País  | Año         |
| ---------------- | ----- | ----------- |
| Tokushima Vortis | Japón | 2008 - 2010 |
| Grulla Morioka   | Japón | 2010        |
| MIO Biwako Shiga | Japón | 2011 - 2012 |
| Zweigen Kanazawa | Japón | 2013        |
| FC Osaka         | Japón | 2014 - 2015 |
| Kochi United SC  | Japón | 2016 -      |